# Cantone di Chârost
Il Cantone di Chârost è una divisione amministrativa dell'arrondissement di Bourges.
A seguito della riforma approvata con decreto del 21 febbraio 2014, che ha avuto attuazione dopo le elezioni dipartimentali del 2015, non ha subìto modifiche.

## Composizione
Comprende i comuni di:
- Chârost
- Civray
- Lunery
- Mareuil-sur-Arnon
- Morthomiers
- Plou
- Poisieux
- Primelles
- Saint-Ambroix
- Saint-Florent-sur-Cher
- Saugy
- Le Subdray
- Villeneuve-sur-Cher